# Jon Shave
Jon Shave, właśc. Jonathan Christopher Shave (ur. w marcu 1978) – brytyjski muzyk i producent muzyczny. Członek zespołów producenckich Xenomania i The Invisible Men. Znany ze współpracy z Iggy Azaleą, Zaynem Malikiem, Jessie J, Britney Spears, Miley Cyrus i Charli XCX.
Dwukrotnie nominowany do nagrody Grammy. Laureat nagrody Gold Derby Music Award.

## Życiorys i twórczość
W 2002 roku został członkiem zespołu kompozytorsko-producenckiego Xenomania, znanego z realizacji hitów Cher, Kylie Minogue, Dannii Minogue, Girls Aloud, Sugababes, The Saturdays i Sophie Ellis-Bextor. 
W 2008 roku był współzałożycielem zespołu The Invisible Men, który współtworzył i wyprodukował utwory: „Fancy” Iggy Azalei, „Save That Shit” Lil Peepa, „Do It Like a Dude” Jessie J, „Hot Right Now” DJ-a Fresha i Rity Ory, „Pretty Girls” Britney Spears i Iggy Azalei oraz album Mind of Mine Zayna Malika (złota płyta w Wielkiej Brytanii i platynowa w USA).
W maju 2019 roku Spirit B-Unique, londyńskie biuro Spirit Music Group, podpisało z Shave’em umowę na wyłączność dotyczącą wydawania muzyki.
Na początku 2023 roku Shave rozpoczął karierę solową. Od tego momentu współtworzył i wyprodukował utwory dla Charli XCX („Sympathy Is a Knife”, „So I”, „I Think About It All the Time”, „Spring Breakers”), Benjamina Ingrosso („Kite”), Rity Ory („Praising You”) oraz Loreen („Warning Signs”).
W lutym 2024 roku podpisał umowę z Warner Chappell Music dotyczącą globalnej publikacji swoich utworów.
W 2025 roku powrócił do współpracy z zespołem Sugababes, będąc współautorem i producentem jego singli: „Jungle”, „Weeds” i „Shook”.

### Produkcja filmowa i telewizyjna
Shave pracował również nad ścieżkami dźwiękowymi i piosenkami do filmów i programów telewizyjnych. Zrealizował muzykę do globalnej kampanii reklamowej marki wódki Belvedere, w której wystąpił Daniel Craig oraz wyprodukował dwie piosenki wykonywane przez Miley Cyrus w odcinku serialu Netflixa Czarne lustro, zatytułowanym „Rachel, Jack and Ashley Too”.

## Nagrody
- Był dwukrotnie nominowany do nagrody Grammy[9][10].

- W 2025 roku zdobył nagrodę Gold Derby Music Award w kategorii: Album of the Year za album Brat (wspólnie ze współproducentami tego albumu: A.G. Cookiem, Cirkutem, George’em Danielem, Charli XCX, Gesaffelsteinem, Finnem Keane, Hudsonem Mohawke, El Guincho, Linusem Wiklundem i Omerem Fedim)[11]

- Nominowany do tej nagrody w kategorii: Best Pop Album za album Brat (wspólnie ze współproducentami albumu)[11]